# Szczawa (dopływ Kamienicy)
Szczawa – potok, lewy dopływ Kamienicy Gorczańskiej o długości 5,01 km.

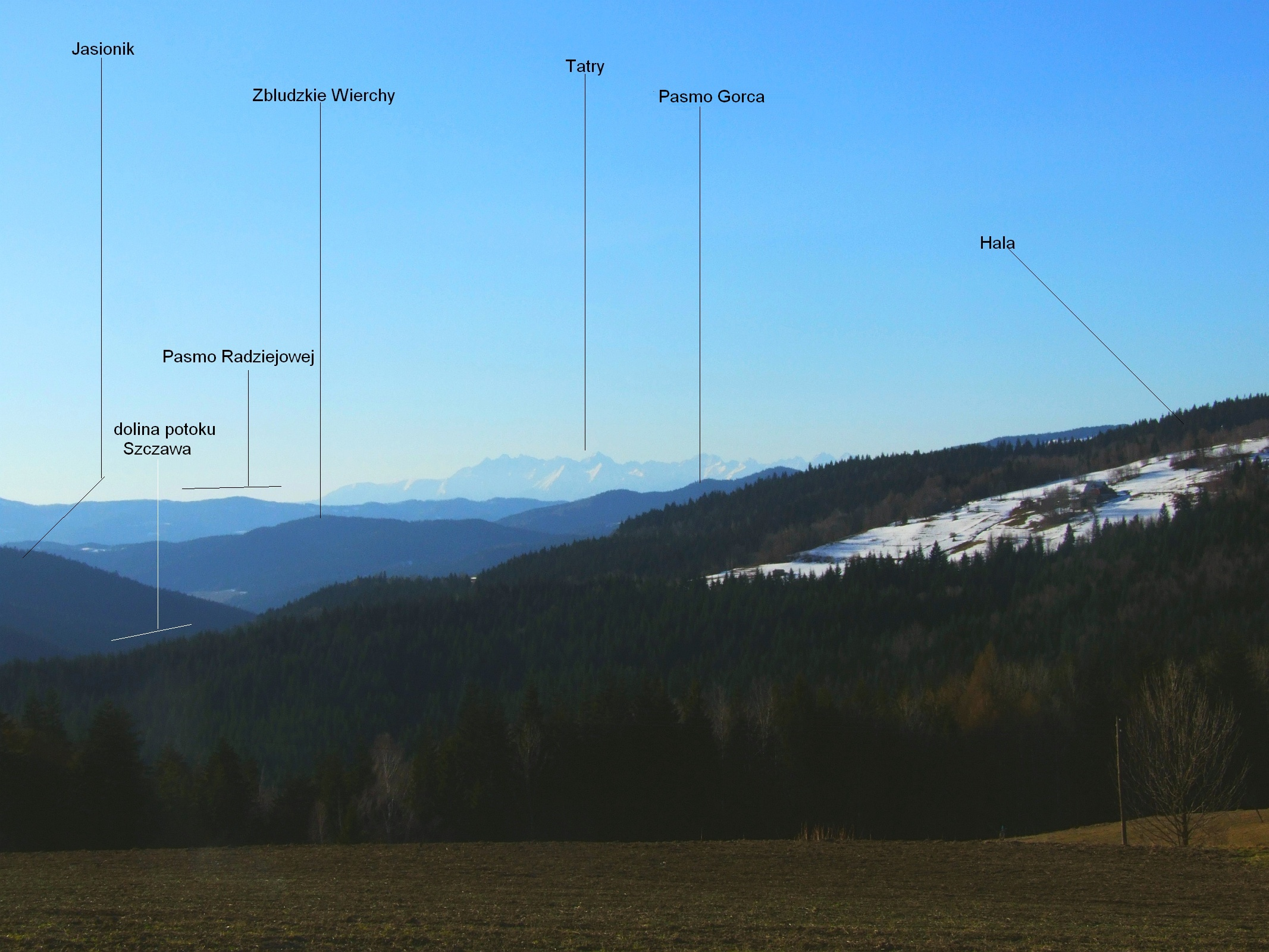
Dolina potoku Szczawa. Widok z grzbietu Przełęcz Słopnicka-Mogielica

Płynie w Beskidzie Wyspowym. Wypływa na wysokości około 820 m n.p.m. pod długą, początkowo południowo-wschodnią, a potem wschodnią granią Mogielicy opadającą do Przełęczy Słopnickiej. Jedno ze źródeł znajduje się pod Przełęczą Słopnicką. Spływa w południowo-zachodnim kierunku pomiędzy dwoma bocznymi grzbietami masywu Mogielicy: od zachodniej strony jest to grzbiet Hali, od wschodniej Jasionika i Zbludzkich Wierchów. Zasilany jest wieloma ciekami spływającymi z tych grzbietów. Większa część jego biegu znajduje się na zalesionym terenie. Uchodzi do Kamienicy na wysokości 496 m w Szczawie, na osiedlu Bulandy.